# Toltén
Toltén ist eine Kommune im Süden Chiles. Sie liegt in der Provinz Cautín in der Región de la Araucanía. Sie hat 9722 Einwohner und liegt ca. 77 Kilometer südwestlich von Temuco, der Hauptstadt der Region.

## Geschichte
Der Name Toltén stammt vom mapudungun „Trol tren“ und bedeutet in etwa so viel wie lautmalerische Stimme. Bereits im 17. Jahrhundert wurde die Ortschaft Toltén von den spanischen Kolonialisten gegründet, jedoch erst im Zuge der Befestigung der Region Araukanien Ende des 19. Jahrhunderts wurde die Kommune verstärkt besiedelt. 1866 wurde die Stadt Toltén schließlich offiziell gegründet. In den folgenden Jahren erlebte sie einen wirtschaftlichen Aufschwung, der durch die Anbindung an die Eisenbahn 1952 nochmal verstärkt wurde. Die zentralen Wirtschaftsquellen der Stadt waren damals die Landwirtschaft und die Fischerei. Allerdings wurde im Zuge des Erdbeben von Valdivia 1960 die Stadt zunächst evakuiert und später fast vollständig zerstört. Im Nachhinein wurde die neue Hauptgemeinde, Nueva Toltén, am selben Ort aufgebaut.

## Demografie und Geografie
Laut der Volkszählung aus dem Jahr 2017 leben in Toltén 9722 Einwohner, davon sind 4883 männlich und 4839 weiblich. 39,8 % leben in urbanem Gebiet, der Rest in ländlichem Gebiet. Die Kommune Toltén besteht aus einer Vielzahl an Ortschaften, die wichtigsten sind der Hauptort Nueva Toltén sowie Los Boldos. Die Kommune hat eine Fläche von 860,4 km² und grenzt im Norden an Teodoro Schmidt, im Osten an Pitrufquén, Gorbea und an Loncoche, im Süden an Mariquina in der Región de los Ríos und im Westen an den Pazifischen Ozean.
Die Ortschaft Tolténl liegt direkt am gleichnamigen Fluss, dem Río Toltén. Dieser mündet wenige Kilometer später in den Pazifik. Dadurch leben auf dem Gebiet der Kommune auch eine Vielzahl an Wasservögeln. Außerdem befindet sich die Laguna Puyehue auf dem Gebiet der Gemeinde. Außerdem ist sie für ihre Strände bekannt.

## Wirtschaft und Politik
In Toltén gibt es 90 angemeldete Unternehmen. Dabei spielt vor allem die herstellende Industrie eine wichtige Rolle. Der aktuelle Bürgermeister von Toltén ist Guillermo Martinez Soto von der rechtskonservativen UDI. Auf nationaler Ebene liegt Toltén im 52. Wahlkreis, unter anderem zusammen mit Pucón, Villarica und Gorbea.